# 產品差異化
產品差異化（英語：Product differentiation），又譯為產品特色化，經常被簡稱為差異化（Differentiation），係於经济学和市场营销中指生产者利用自己本身的某些優勢與消费者特殊的偏好，在生產過程與銷售過程中，使自己生產的产品與其他人提供的類似商品之間造成市場區隔，使這個產品在目标市场（Target market）中變得更有吸引力。建立品牌是產品差異化的例子之一。
產品差異化是造成垄断性竞争的條件之一，使得廠商取得部份的定價能力，增進利潤，形成竞争优势。這個概念最早於1933年在愛德華·錢柏林所著的《壟斷性競爭理論》（Theory of Monopolistic Competition）中提出。

## 概論
完全竞争市場理論假設了消費者沒有特殊偏好，只對價格本身做出反應，因此在完全競爭市場中，不存在產品差異化。產品差異化在不完全競爭市場的前提下才會出現。
假設消費者有自己特殊的偏好，在同性質的產品市場中，廠商仍然可以根據自己本身的優勢，針對不同消費族群的偏好來設計提供略為不同的產品或服務，使消費者在主觀上對某個特定廠商的商品出現較高的偏好，使這個廠商取得競爭優勢，造成市場區隔。
舉例來說，廠商推出同款式、同功能，但外殼顏色不同的手機，來吸引不同消費者，就是產品差異化的一個例子。若消費者對於某種特定顏色有較高的偏好，願意付出較高的價錢來取得，廠商就可以提高這個產品的售價，來增加自己的利潤。另一個例子是電話號碼，或汽車車牌的拍卖，因為某些消費者偏愛某一組特定號碼，擁有這組號碼特許權的廠商可以用拍賣方式來提高價格，使自己獲得較高的利潤。
差异化是對产品與其他競品之間不同点的描述，通過表明一个产品的特殊方面，从而创造出其特殊的价值。儘管對小衆利基市场的研究可能導致產品發生迎合該批受衆的改變，這些改變並不會被視爲產品差異化。市場營銷學的教科書會要求產品差異化的額外價值必須是賣家所認知到。獨特銷售主張的目的就是向客戶宣傳這些差異。
产品差异化有三种：
1. 简单：基于多样特点
2. 水平：基于单一特点，但消费者不清楚了解产品品质
3. 垂直：基于单一特点，而消费者清楚了解产品品质

品牌差异通常是很小的，它们可能只是一些包裝和廣告主题的差异。实质的产品不必有改变，但也有可能改变了。差异化产生自买方在產品間感知到的分別，因此相關差异的源頭可能是由于財貨或者服务的功能方面、产品被分销或者營銷的方式、或基於谁是买方。以下是产品差异化的主要来源：
1. 品质差异，通常伴随着价格差异
2. 功能特点或者设计的差异
3. 消费者缺乏对于基本产品特点和品质的認知
4. 促销活动，特别是广告
5. 供给的差異（例如時間和地點）